# أرضية أخلاقية عالية
تشير الأرضية الأخلاقية العالية، في اللغة الأدبية أو السياسية، إلى حالة الاحترام بسبب الالتزام بالأخلاقيات والالتزام بمعايير العدالة والخير المعترف بها عالميًا والتمسك بها.
ويرفض الأطراف الذين يسعون إلى التحلي بالأرضية الأخلاقية العالية التصرف بطرق لا يُنظر إليها على أنها مشروعة، ويمكن دعمها من الناحية الأخلاقية من خلال المجتمع الأكبر و[ما إلى ذلك]."
في كتابه ?What Price the Moral High Ground، يتحدى الناقد الاقتصادي والاجتماعي روبرت إتش فرانك مفهوم أنه يمكن التوصل لفعل الخير على حساب فعل الأعمال الخيّرة فقط. ويستكشف فرانك الأعمال الجديدة الحالية في مجالات الاقتصاد وعلم النفس والأحياء ليقول إن الأفراد المتسمين بالأمانة غالبًا ما يحققون النجاح، حتى في البيئات عالية المنافسة، لأن التزامهم بالمبادئ يجعلهم أكثر جاذبية كشركاء أعمال."
كما يمكن أن يُستخدَم التحلي بالأرضية الأخلاقية العالية في تشريع الحركات السياسية، خصوصًا المقاومة غير العنيفة، خاصة في وجه المعارضة العنيفة، وقد استخدم من قبل حركات العصيان المدني في مختلف أرجاء العالم لحشد التعاطف والدعم من المجتمع.

## الاستخدام اليومي
في الاستخدام اليومي، يمكن أن يأخذ الشخص منظور «الأرضية الأخلاقية العالية» لنقد شيء ما. ويقترن هذا المنظور في بعض الأحوال بالخيلاء، إلا أنه يمكن أن يكون أحد أشكال النقد المشروع. وتُتّهم العلوم الاجتماعية أو الفلسفات في بعض الأحوال بأنها تسلك مسلك «الأرضية الأخلاقية العالية» لأنها غالبًا ما تهتم بموضوع الحرية والعدالة البشرية. كما يمكن أن يُنظر إلى موضوع التعليم التقليدي في حد ذاته على أنه دفاع عن نوع من أنواع الأرضية الأخلاقية العالية من قبل الثقافة الشعبية من خلال استخدام علم التربية النقدي في بعض الأحيان.